# Ümit Sonkol
Ümit Sonkol (Konya, 24 luglio 1982) è un ex cestista turco.